# Постоянная Лошмидта
Постоя́нная Ло́шмидта (число́ Ло́шмидта) — число специфированных структурных единиц (атомов, молекул, ионов, электронов или любых других частиц) в 1 м3 вещества в состоянии идеального газа при нормальных условиях (давлении в 1 атмосферу (101 325 Па) и температуре 0 °C; иногда определяется при давлении 100 кПа). Названа в честь австрийского физика И. Лошмидта.
Обозначается {\displaystyle N_{\text{L}}} или {\displaystyle n_{0}} и определяется формулой {\displaystyle N_{\text{L}}={\frac {N_{\text{A}}}{V_{m}}}},  где {\displaystyle N_{\text{A}}} — число Авогадро, 6,022 140 76 × 1023 моль−1 (точно), {\displaystyle V_{m}} — молярный объём (объём 1 моля) идеального газа при нормальных условиях, равный 22,413 969 54... л/моль (точно) для температуры 273,15 K (0 °C) и давления 101 325 Пa или 22,710 954 64... л/моль (точно) для температуры 273,15 K (0 °C) и давления 100 000 Пa. 
Значение постоянной Лошмидта:
- 2,686 780 111...⋅1025 м−3 (точно) для температуры 273,15 K (0 °C) и давления 101 325 Пa;
- 2,651 645 804...⋅1025 м−3 (точно) для температуры 273,15 K (0 °C) и давления 100 000 Пa.

До реформы СИ (до 20 мая 2019 года) число Лошмидта было измеряемой физической величиной и его значение сопровождалось погрешностью: 
- NL = 2,686 7811(15)⋅1025 м−3 для температуры 273,15 K (0 °C) и давления 101 325 Пa;
- NL = 2,651 6467(15)⋅1025 м−3 для температуры 273,15 K (0 °C) и давления 100 000 Пa.